# Капитан Фламинго
Капитан Фламинго — мультсериал, впервые выпущенный канадской компанией «Heroic Film Company» в 2006 году. В России транслировался на телеканале Jetix.

## Сюжет
Главный герой — маленький мальчик, спасающий детей из беды. Он решил стать супергероем, вдохновившись примером своего любимого персонажа из комиксов. Именно поиски очередного выпуска любимого комикса и стали первым испытанием для Капитана Фламинго.
С ним всегда его верная спутница и его тайная воздыхательница Лизбет. Она же подает в нужный момент полезные советы, которые Капитан воспринимает, лишь частично, как сигналы от источника своей суперсилы — Птичьего мозга. Капитан Фламинго всегда приходит на крик несчастных детей, которым необходима помощь. Он надевает свой напоминающий фламинго розовый костюм, благодаря которому и получил своё прозвище. Богатая фантазия помогает ему увидеть в шланге змею, а в уличной обезьянке-танцовщице — гориллу.

## Роли озвучивали
- Табита Сен-Жермен — Майло Пауэлл «Капитан Фламинго»
- Мелани Тонелло[англ.] — Лизбет
- Питер Келеган — «Рассказчик»
- Деметриус Жойет[англ.] — Рутгер
- Скотт Боуден[англ.] — Оуэн-онли
- Джон МакГрат[англ.] — разные редкие персонажи
- Коул Каплан[англ.] — Уэнделл

## Список серий
Сезон 1

Эпизод 1: The Flamingo Has Landed/Pancake Panic

Эпизод 2: Sink or Swim/Basement of Yuck

Эпизод 3: I Scream, You Scram!/Ball of Confusion

Эпизод 4: Beyond the Thundermonkey Dome/Gum Control

Эпизод 5: Water You Worried About?/Superhero as a Young Flamingo

Эпизод 6: Ack! Give My Backpack Back, Jack/Attack of the Girl Next Door

Эпизод 7: Ten Pin Peril/Whack-a-Max

Эпизод 8: Run Milo Run/Blizzard of Ooze

Эпизод 9: Episode #1.9

Эпизод 10: Cheese the Day/Beach Blanket Flamingo

Эпизод 11: A Fish Called Milo/High and Flighty

Эпизод 12: Much Ado About a 'Do'/Talking to Ralph on the Big Porcelain Phone

Эпизод 13: Snot Funny/Flowers and Candy

Эпизод 14: Alien Avalanche/Thor All Over

Эпизод 15: Milo and the Gang Face More Problems/The Even Greater Escape

Эпизод 16: The Last Stand/Fifty Ways to Leave Your Liver

Эпизод 17: Bunny Run/Tape That!

Эпизод 18: Play on Words/Present Tense

Эпизод 19: Missed Manners/Domo Ari Otto, Mr. Robotto

Эпизод 20: The Good, the Bad and the L’il/Pop Goes the Milo

Эпизод 21: Just Looking/Outrageous Fortune Cookie

Эпизод 22: Infield Error/New Bird on the Block

Эпизод 23: Bug Out/Pasta Your Bedtime

Эпизод 24: Episode #1.24

Эпизод 25: Burr in the Hand/Blindsided

Эпизод 26: Knot in My Backyard/Real to Me

Сезон 2

Эпизод 1: Monster Headache/Volunteers for Fears

Эпизод 2: Hairdos and Don’ts/Baby You Can Drive My Karma

Эпизод 3: Training Wreck/Nothing But the Tooth

Эпизод 4: Phone Tag/Max Invader, Scourge of the Universe

Эпизод 5: Episode #2.5

Эпизод 6: Captain Copycat/Night of the Living Flamingo

Эпизод 7: Saddle Brained/Name Dropper

Эпизод 8: Ready to Swear/Elephant and Hassle

Эпизод 9: Drilling Me Softly/Adventures of Milo Sitting

Эпизод 10: Warrior Monkey, M.D./Past Imperfect

Эпизод 11: Change of Heart/Door Stop in the Name of Love

Эпизод 12: The Globnick/Fault Line

Эпизод 13: Everybody Was Tofu Fighting/Journey to the Centre of the TV

Сезон 3

Эпизод 1: Scrambled Legs/Full Wooden Woggle

Эпизод 2: Alley Oops!/Catch of the Day

Эпизод 3: Flamingopalooza/The Snake Whisperer

Эпизод 4: Deep DueDue/Milo and Wendell’s Eggcellent Adventure

Эпизод 5: Sweetness and Light/A Boy and his Yeti

Эпизод 6: Playing It Koi/Rebel Without a Clog

Эпизод 7: Come Rain or Come Slime/Rear Basement Window

Эпизод 8: Switch Hitch/Appetite for Instructions

Эпизод 9: Ghost Almost/Comic Slip

Эпизод 10: When Fools Rush In/A Slight Mthunderstanding

Эпизод 11: The End/The One and Owen-Only

Эпизод 12: The Gobbler Robbler: Part One/Saint Nick O' Time: Part Two

Эпизод 13: CF: The Musical/Cliffhanger